# Fiat Type 3
La FIAT Tipo 3, que l'on a aussi appelée 20-30 HP, succède à la première série de la 20-30 HP dont la production a duré deux ans. C'était une gamme de véhicules automobiles fabriquée par le constructeur italien FIAT de 1910 à 1921.
En 1910, FIAT renouvelle entièrement sa gamme de voitures particulières et inaugure une nouvelle dénomination : Tipo. C'est ainsi qu'apparaissent, en même temps les Tipo 1 - 2 - 3 - 4 - 5 et 6.
La FIAT Tipo 3, voiture de classe moyenne supérieure que l'on définirait de nos jours comme une grande routière, fut déclinée en 3 séries, Tipo 3, Tipo 3A et 3Ter.
- Tipo 3, dès sa présentation en 1910, elle avait, de série, une installation électrique pour les feux de position avant et arrière ainsi que l'éclairage de l'habitacle. Équipée du moteur FIAT 53 de 3 969 cm3 développant 32 ch, elle est fabriquée à 1.322 exemplaires,
- Tipo 3A, présentée en 1912, ne sera disponible qu'avec la carrosserie Torpedo. Une version simple châssis destinée aux carrossiers était également disponible. Équipée du moteur FIAT 53A de 4 398 cm3 développant 40 ch, elle est produite en 2.167 exemplaires jusqu'en 1921,
- 3Ter a également été présentée en 1912. Ce véhicule bénéficie d'un empattement réduit par rapport à la 3A afin de satisfaire les demandes militaires de l'armée italienne et d'autres. La puissance du moteur FIAT 53A est portée à 45 ch. 719 exemplaires ont été fabriqués.

## La version américaine
FIAT disposait depuis 1908 d'une filiale aux États-Unis, FIAT Motor Corporation qui a fabriqué plusieurs modèles d'automobiles FIAT. La FIAT Tipo 3 a été construite à partir de 1911 et vendue sous le nom de FIAT Tipo 30 HP, strictement identique à l'original italien. À partir de 1915, après l'arrêt de sa fabrication en Italie, FIAT Motor Corporation a remplacé le radiateur à la forme triangulaire, à l'avant de la voiture, par un radiateur arrondi et a commercialisé la voiture sous le nom de « FIAT 30 Light ». Elle était alors commercialisée sous l'appellation "25/35 HP" dans certains pays à l'exportation.
La production en Italie s'est arrêtée en 1915 pour des raisons de saturation des capacités de l'usine, mais elle a continué aux États-Unis, dans l'usine FIAT Motor Co. de Poughkeepsie jusqu'en 1918.

## Curiosité
La FIAT Tipo 3 a servi de base à la première automobile portant la marque Mitsubishi. Construite au Japon par Mitsubishi Heavy Industries, elle apparaît en 1917, soit cinq ans après l'arrêt de la production du modèle FIAT en Italie ; son nom est "Type A". Pour cette première tentative de fabrication automobile, la voiture était entièrement construite de manière artisanale. Elle ne peut donc concurrencer des véhicules de même catégorie fabriqués avec les méthodes modernes de l'époque, inspirées du taylorisme. La "Mitsubishi Type A" disparaît en 1921, après avoir été produite à seulement 22 exemplaires.

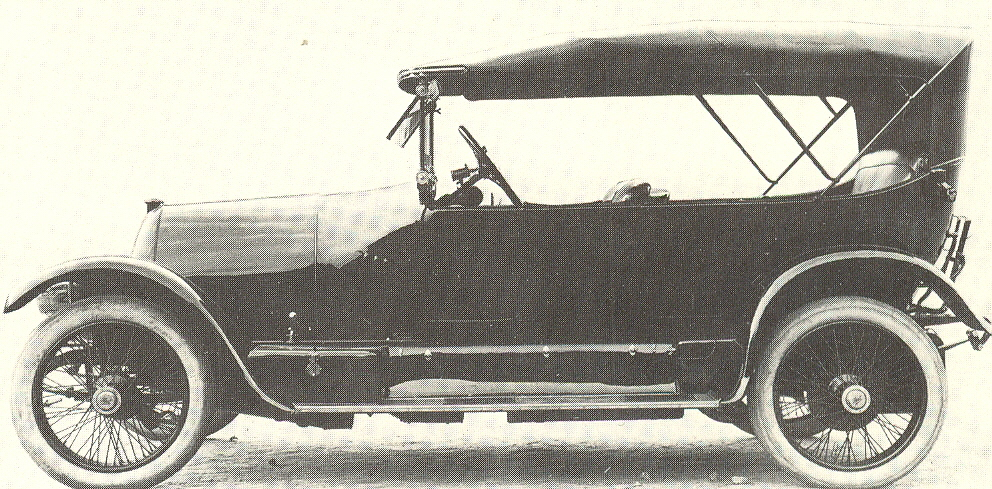
Fiat Tipo 3Ter